# 魚島村
魚島村（うおしまむら）は、かつて愛媛県の東予地方にあった村である。
有人島として魚島と高井神島とがある。
1947年には人口1,700人を越えていたが、過疎化によって閉村直前には約290人にまで人口減少が進み、西日本一の小規模自治体となった。「学校は地域の灯台」の理念を掲げ、村民大募集により廃校の危機を乗り越え、下水道普及率100%達成、愛媛県内自治体初のケーブルテレビ (CATV) 導入など、離島で集落が小規模に凝縮された村だからこそ可能ともいえるユニークな施策を推進し、全国の小規模離島のモデルとして注目された村でもあった。
詳細は各島の記事を参照のこと。

## 地理
芸予諸島
有人島: 魚島、高井神島
無人島: 江ノ島、瓢箪島、小島

## 歴史
- 1879年（明治12年） - 村制実施[1]。
- 1889年（明治22年）12月15日 - 町村制施行に伴い弓削村に編入。
- 1895年（明治28年）9月12日 - 弓削村から分離し、再び魚島村となる[1]。
- 1995年（平成7年） - 村制100周年。
- 2004年（平成16年）10月1日 - 上島諸島4か町村で合併、自治体としての魚島村の歴史を閉じる。

```
魚島村の系譜
（町村制実施以前の村）　（明治期）　　　　　　　　（昭和の合併）　　　　（平成の合併）
　　　　　　　　　　　　町村制施行時　　　　　　　昭和28年1月1日　     平成16年10月1日
佐島　　━━┓　　　　　　　　　　　　　　　　　　町制施行
上弓削　━━╋━━━━━弓削村━┳━━━━━━━━弓削町━━━━┓
下弓削　━━┫　　　　　　　　　┃　あ　　　　　　　　　　　　　┃　　　　新設合併
魚島　　━━┛　　　　　　　　　┗━魚島村━━━━━━━━━━━╋━━━━上島町
　　　　　　　　　　　　　生名村━━━━━━━━━━━━━━━━┫
　　　　　　　　　　　　　岩城村━━━━━━━━━━━━━━━━┛

あ - 明治29年9月12日 分立
（注記）生名村以下の町村の合併以前の系譜はそれぞれの町・村の記事を参照のこと。

```

### 平成の大合併
平成の大合併に際しては、弓削町、岩城村、魚島村とともに広島県因島市との県境を越えた合併を目指して「因島・上島諸島連携交流協議会」が2000年5月に設置された。また、愛媛県が2000年10月に示した合併の試案では、越智郡の16市町村(朝倉村、玉川町、波方町、大西町、菊間町、吉海町、宮窪町、伯方町、生名村、弓削町、岩城村、上浦町、大三島町、関前村)とともに今治市に合併する案とともに、弓削町、岩城村、生名村と合併する副案が示された。また、2001年1月に県が明らかにした「基本パターン」では2000年の試案通りの今治市を核とした16市町村での合併、「参考パターン」では2000年の試案で副案として示された4町村での合併が合併推進綱領に盛り込まれることとなった。2002年2月25日の第2回合併問題検討首長会で2001年に示された「参考パターン」の4町村で合併を目指すことが決まった。なお、4町村での任意の合併協議会が発足してからも他島との架橋の見込みがないことから「合併か単独か確定していない」と態度が曖昧であり、従来より広域行政や船便で他島と結ばれてきたことや、合併しなければ地方交付税が減らされることから合併に正式に参加することが2002年6月17日の合併推進協議会で示された。2003年11月4日には、合併後の新町名が「上島」「愛北」「芸予上島」「伊予上島」の4候補から選定され、「上島」となることが決定された。2004年2月26日に調印され、合併が成立した。

## 行政
- 村長 - 佐伯真登（さいきまさと）
- 庁舎

4 - 6階建て。これは産業の頼みの因島にある因島市役所（現尾道市因島総合支所）より大きい構造である。
- 昭和の合併
離島であり、合併困難町村として経験していない。
- 平成の合併
魚島村は愛媛県越智郡に属するが同郡内の他の町村のいずれとも距離のある離島で市町村合併の効果はきわめて限られており、むしろ「役場がなくなる」ことで過疎化に拍車がかかる恐れがあった。このことを佐伯元村長も絶えず主張してきた。しかしながら零細規模の村として単独で生き残ることにも不安があり、同村としては苦渋の決断の結果、弓削町をはじめとした上島諸島の町村と合併することになった（形態としては新設合併）。
なお、明治期に一時弓削村と合併したが、支障が多く後に分離した経緯がある。

## 産業
- 漁業

## 教育

### 小学校
- 魚島村立高井神小学校
- 魚島村立魚島小学校

### 中学校
- 魚島村立高井神中学校
- 魚島村立魚島中学校

## 交通

### 航路
村営航路により弓削島を経由し因島と結ばれている。